# Darzbór Szczecinek
Darzbór Szczecinek – polski klub sportowy z siedzibą w Szczecinku.
Darzbór jest klubem trzysekcyjnym. W skład klubu wchodzą sekcje: akrobatyki sportowej, kajakowa, piłki nożnej.

## Historia
Leśny Klub Sportowy Darzbór Szczecinek powstał w 1945. Darz bór to tradycyjne powitanie leśników i myśliwych. W 1949 doszło do połączenia z Harcerskim KS Czuwaj Szczecinek. W tym czasie klub występował w klasie A - początkowo w okręgu szczecińskim, a następnie koszalińskim. W latach pięćdziesiątych wskutek przeprowadzanej wówczas reorganizacji sportu, klub przynależał kolejno do kilku zrzeszeń, co skutkowało licznymi zmianami nazw (Zrzeszenie Sportowe Unia-Darzbór - 1950, Spójnia-Darzbór - 1954, Leśny KS Sparta-Darzbór - 1955). Po wygraniu rozgrywek klasy A, drużyna piłki nożnej w 1953 awansowała do ligi międzywojewódzkiej. W 1956 nastąpiło połączenie z Kolejowym KS Kolejarz, w związku z czym zmieniono nazwę na KKS (Kolejowy Klub Sportowy) Darzbór. W 1969 miała miejsce fuzja z Wojskowym KS Lechia, co skutkowało zmianą nazwy na KKS Lechia-Darzbór. W 1974 przyjęto nazwę MKKS (Międzyzakładowy Kolejowy Klub Sportowy) Darzbór Szczecinek. W 2011 wyodrębniono sekcję piłkarską i przyjęto nazwę MKP (Miejski Klub Piłkarski) Darzbór. W tej formie klub istniał do 2015.
W 2015 nastąpiło połączenie klubów Darzbór i Wielim Szczecinek, w wyniku czego powstał Miejski Klub Piłkarski Szczecinek, występujący na licencji Darzboru w IV lidze.

## Sukcesy
Klub spędził łącznie kilka sezonów grając na trzecim poziomie rozgrywkowym oraz brał kilkukrotnie udział w eliminacjach o awans do II ligi, jednakże nie odnosząc w tych turniejach sukcesów.

Darzbór Szczecinek:
- Eliminacje o awans do drugiej ligi: 1960/61
- Występy w III lidze: 1966/67, 1967/68, 1970/71, 1976/77 oraz 1993/94
- Występy w Pucharze Polski: 1955/56 oraz 1962/63

Lechia Szczecinek:
- Eliminacje o awans do drugiej ligi: 1960, 1964/65 oraz 1965/66
- Występy w III lidze: 1966/67
- Występy w Pucharze Polski: 1963/64 oraz 1967/68

MKP Szczecinek:
- Występy w Pucharze Polski: 2017/18

## Klub w rozgrywkach ligowych[5][6]

### Darzbór Szczecinek
| Sezon   | Liga                                  | Pozycja | Punkty | Bramki | Uwagi                       |
| ------- | ------------------------------------- | ------- | ------ | ------ | --------------------------- |
| 1991/92 | IV liga (Koszalin)                    | 3/14    | 31     | 43-26  |                             |
| 1992/93 | IV liga (Szczecin-Koszalin)           | 3/16    | 38     | 47-39  | awans                       |
| 1993/94 | III liga (wielkopolska)               | 20/20   | 10     | 21-107 | spadek                      |
| 1994/95 | IV liga (Piła-Poznań)                 | 2/19    | 53     | 77-26  | jako KP Szczecinek          |
| 1995/96 | IV liga (Koszalin)                    | 12/16   | 38     | 33-34  | jako KP Szczecinek          |
| 1996/97 | IV liga (Koszalin)                    | 14/16   | 29     | 31-47  | spadek                      |
| 1998/99 | Liga okręgowa (Koszalin)              | ?       |        |        |                             |
| 1998/99 | Liga okręgowa (Koszalin)              | 10/16   | 41     | 49-47  |                             |
| 1999/00 | Liga okręgowa (Koszalin)              | 2/16    | 57     | 91-44  |                             |
| 2000/01 | Liga okręgowa (Koszalin II)           | 1/13    | 54     | 91-25  | awans                       |
| 2001/02 | IV liga (zachodniopomorska)           | 11/20   | 52     | 82-73  |                             |
| 2002/03 | IV liga (zachodniopomorska)           | 7/18    | 53     | 78-67  |                             |
| 2003/04 | IV liga (zachodniopomorska)           | 3/18    | 62     | 72-49  |                             |
| 2004/05 | IV liga (zachodniopomorska)           | 2/18    | 58     | 72-44  |                             |
| 2005/06 | IV liga (zachodniopomorska)           | 10/18   | 47     | 53-58  |                             |
| 2006/07 | IV liga (zachodniopomorska)           | 10/18   | 46     | 54-47  |                             |
| 2007/08 | IV liga (zachodniopomorska)           | 6/18    | 53     | 44-38  |                             |
| 2008/09 | III liga (pomorsko-zachodniopomorska) | 10/16   | 42     | 39-40  | [ a ]                       |
| 2009/10 | III liga (pomorsko-zachodniopomorska) | 16/16   | 16     | 27-82  | spadek                      |
| 2010/11 | IV liga (zachodniopomorska)           | 15/16   | 26     | 40-71  | spadek                      |
| 2011/12 | Liga okręgowa (Koszalin)              | 4/16    | 54     | 60-29  |                             |
| 2012/13 | Liga okręgowa (Koszalin)              | 2/16    | 69     | 87-33  | awans                       |
| 2013/14 | IV liga (zachodniopomorska)           | 12/16   | 33     | 46-77  |                             |
| 2014/15 | IV liga (zachodniopomorska)           | 5/16    | 47     | 46-35  | po sezonie fuzja z Wielimem |

### MKP Szczecinek[7]
| Sezon   | Liga                        | Pozycja | Punkty | Bramki | Uwagi                           |
| ------- | --------------------------- | ------- | ------ | ------ | ------------------------------- |
| 2015/16 | IV liga (zachodniopomorska) | 5/16    | 51     | 48-31  |                                 |
| 2016/17 | IV liga (zachodniopomorska) | 5/18    | 53     | 57-39  |                                 |
| 2017/18 | IV liga (zachodniopomorska) | 4/18    | 56     | 61-44  |                                 |
| 2018/19 | IV liga (zachodniopomorska) | 8/18    | 55     | 65-56  |                                 |
| 2019/20 | IV liga (zachodniopomorska) | 7/18    | 27     | 39-35  | sezon zakończony po 17. kolejce |
| 2020/21 | IV liga (zachodniopomorska) | 5/21    | 62     | 92-71  |                                 |
| 2021/22 | IV liga (zachodniopomorska) | 4/20    | 64     | 110-81 |                                 |
| 2022/23 | IV liga (zachodniopomorska) | 15/18   | 34     | 45-82  | utrzymanie po barażach          |
| 2023/24 | IV liga (zachodniopomorska) | 13/18   | 36     | 53-83  |                                 |
| 2024/25 | IV liga (zachodniopomorska) | 10/18   | 43     | 53-66  |                                 |

| Oznaczenie kolorami   |
| --------------------- |
| trzeci poziom ligowy  |
| czwarty poziom ligowy |
| piąty poziom ligowy   |
| szósty poziom ligowy  |

## Zawodnicy
Podczas występów klubu w III lidze w sezonie 1976/1977 w kwietniu 1977 zawodnik Darzboru Marek Gliniecki w trakcie meczu za wybitnie niesportowe zachowanie wobec publiczności i pogróżki pod adresem sędziego został ukarany czerwoną kartką, a następnie decyzją Wydziału Dyscypliny PZPN został zdyskwalifikowany na okres 1,5 roku.
Wychowankiem klubu jest Artur Bugaj, w drużynie juniorskiej klubu grał Jarosław Fojut, a zawodnikiem zespołu seniorskiego był także Jan Pieszko.